# Федосеево-Пустынь
Федосеево-Пустынь — село в Шиловском районе Рязанской области в составе Санского сельского поселения.

## Географическое положение
Село Федосеево-Пустынь расположено на Мещерской низменности на левом берегу реки Оки и ее Киструсской старицы в 15 км к северо-западу от пгт Шилово. Расстояние от села до районного центра Шилово по автодороге — 26 км.
С северо-запада к селу примыкает небольшой лесной массив; к югу от села урочище — Папортное. Вблизи села в пойме реки Оки расположены много озер: Мыс, Инючка, Колдыбань, Мирское, Вертячье и Исток. Ближайшие населенные пункты — село Санское и деревня Погори (Спасский район).

## Население
| 1859 | 1906  | 2010 |
| ---- | ----- | ---- |
| 2341 | ↘2226 | ↘99  |

По данным переписи населения 2010 г. в селе Федосеево-Пустынь постоянно проживают 99 чел. (в 1992 г. — 257 чел.).

## Происхождение названия
Село Федосеево-Пустынь старинное и его возникновение, как свидетельствует само название, связано с Благовещенской Федосеевой мужской пустынью (монастырем), возникшим среди лесов и болот поблизости от Киструсской старицы реки Оки еще в начале XVI в.
Слово «пустынь» обозначает уединенную обитель, небольшой монастырь. «Федосеева» — это притяжательное прилагательное от имени Федос, Федосий, представляющего собой народную форму канонического имени Феодосий.

## История
Впервые Благовещенская Федосеева мужская пустынь упоминается в документах под 1534 г., когда великий князь московский Иван IV Васильевич дал ее игумену Иннокентию жалованную несудимую грамоту, повелев «монастырских слуг и крестьян ему игумену во всяких делах судить …а иным никому в монастырские вотчины не въезжать». В 1574 г., уже став царем, Иван IV Грозный дал игумену Федосеевой пустыни Зосиме грамоту, подтверждавшую права монастыря на близлежащее озеро Велье.
О том, что Благовещенская Федосеева пустынь существовала еще ранее этих дат, свидетельствует жалованная несудимая грамота царя Федора I Ивановича в 1585 г. ее игумену Серапиону, в которой упоминаются аналогичные грамоты его отца и деда, то есть царя Ивана IV (1533—1584) и великого князя Василия III (1505—1533). В 1587 г. тот же игумен Серапион получил от царя грамоту, подтверждавшую права монастыря на озеро Велье.
Вскоре вблизи Благовещенской Федосеевой пустыни стали селиться крестьяне, чему способствовали многочисленные льготы, предоставляемые царями монастырю. Так в жалованной грамоте царя Михаила Федоровича (1613—1645), данной в 1624 г. игумену Благовещенской Федосеевой пустыни Авраамию, монастырские крестьяне освобождались от большинства государственных податей и повинностей, от суда наместников и бояр, от воинского постоя. В этой грамоте, в частности, упоминаются существовавшие к этому времени близ пустыни монастырская слобода и селище. Так что 1624 г. можно считать первым упоминанием села Федосеево-Пустынь в письменных источниках.

В писцовых книгах 1629—1630 гг. сохранилось такое описание Благовещенской Федосеевой пустыни: 
«Монастырь Благовещения Пресвятые Богородицы Федосеева пустынь на Мещерской стороне, на озере Велье, а круг монастыря ограда заметана в столбы, а на монастыре церковь Благовещения Пресвятые Богородицы древена клецки с папертью, а строенье в церкве монастырское, да в монастыре трапеза да келья игуменская, а в ней живет келарь старец Александра, 4 кельи братцких, а в них 4 брата старцов, да за монастырем двор конюшенной да двор скотей. Того ж монастыря слобода Коншина на озере на Велье, а в слободе церковных дворов, что в монастыре, двор поп Стефан Игнатьев, двор пономарь Кондрашка Ондронов, двор просвирница Анна, в слободе ж: двор монастырской, в нем живет дворник Силко Степанов, двор слуга монастырской Ванифашко Родионов, да детенышевых дворов: двор Ортюшка Петров, двор Федка Кирилов, двор Ивашко Кирилов, да хлебников двор Максимко Тимофеев, да крестьянских 18 дворов, людей в них 19 человек, 10 дворов бобыльских, людей в них тож.
Пашни паханые и наезжие и перелогу и лесом поросло средние земли 349 чети с осминою в поле, а в дву потомуж, сена на озере Велье на лугу 300 копен, да против Срезнева заводь у Оки реки, да пожня, сена на ней ставитца 15 копен, да пожня Старая Вотага, да пожня Рог, да пожня Лаковская, да пожня Источная, сена на них ставитца 125 копен, лесу пашенного около слободки 10 десятин, да леса непашенного — болота — 8 десятин, да половина озера Велья, да половина истоку Великого, да половина озера Борового истоку тово-ж озера, а лес з дегтятнскими крестьяны вопче за Вельем озером.
Да Федосеевы ж пустыни бортные ухожье Судерев боярина Дмитрея Годунова вотчины села Выжелеса з бортники, а ходили в те ухожьи монастырской слободки бортники Олешка да Гришка Курбатовы — дети Бешнины, да Климка Онуфреев, а оброку с того ухожья давали в монастырь по 4 пуда меду, а ныне в той ухожей ходят, хто у игумена с братьею изоброчет, а оброку платят с того ухожья игумену з братьею, по чему на них игумен изоброчет и оброку положит».

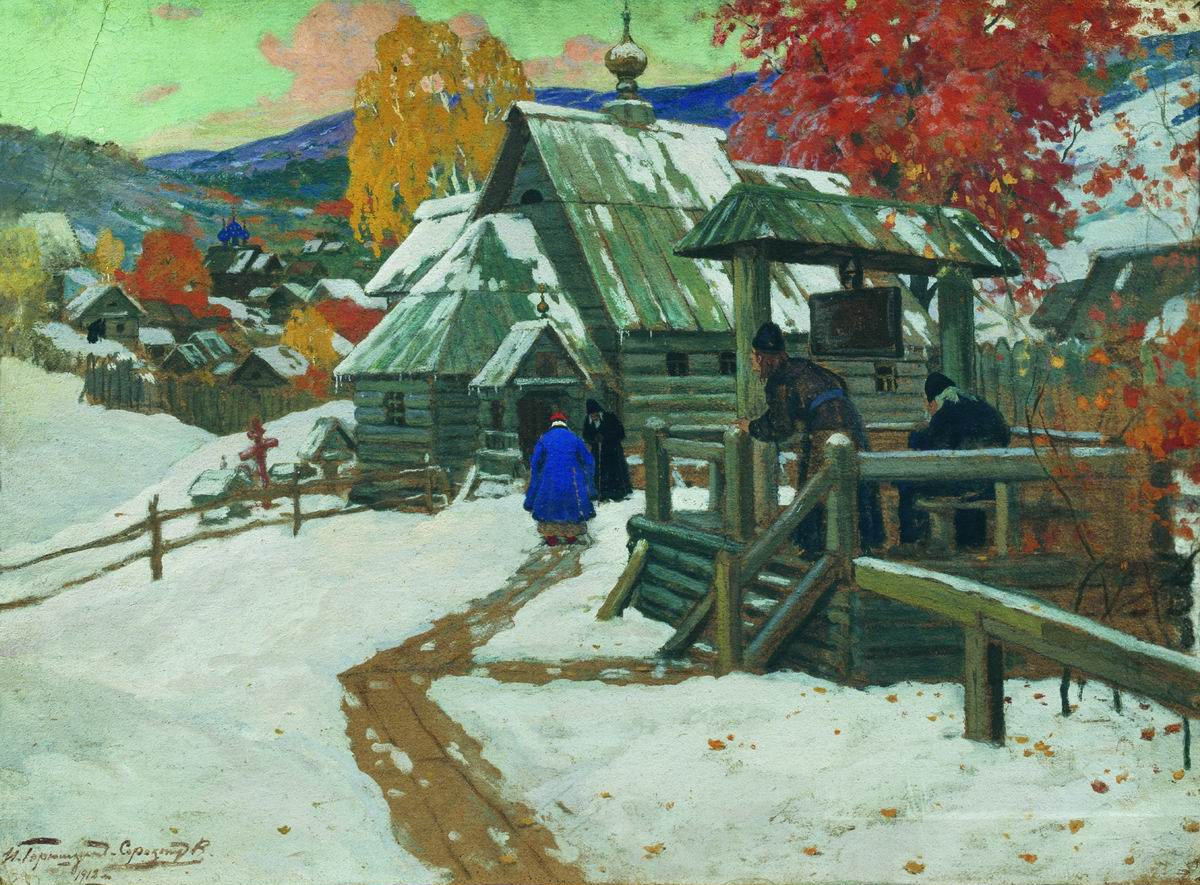
Скит. Художник И. Горюшкин-Сорокопудов.

Здесь дворник — монастырский слуга, на которого возлагались обязанности по охране монастырского двора; детеныши — дворовые, работавшие в монастырской вотчине; бобыли — обедневшие крестьяне, освобожденные от несения податей и повинностей. Десятина и четь (четверть) единицы измерения площади равные примерно 1,01 и 0,55 га соответственно.
8 января 1653 г. грамотой царя Алексея Михайловича (1645—1676) Благовещенская Федосеева пустынь была приписана к Московскому Новоспасскому монастырю, но уже 29 июня того же года новой царской грамотой, данною по челобитью преосвященного Мисаила, архиепископа Рязанского и Муромского, велено «Федосееву пустынь строить и крестьян ведать и от стороны оберегать ему преосвященному архиепископу, а Спаса Нового монастыря властям, что был тот монастырь у них приписан, за ссорою у них не быть».
По окладным книгам 1676 г. в монастырской слободке близ Благовещенской Федосеевой пустыни показаны «двор служен, крестьянских 59 дворов, да бобыльских 10 дворов».
В 1680 г., по указу царя Феодора III Алексеевича, Благовещенская Федосеева пустынь была приписана к Воскресенскому монастырю, а грамотою, данною 15 декабря 1682 г. высокопреосвященному Павлу, митрополиту Рязанскому и Муромскому, велено «Федосееву пустынь с вотчины и со крестьяны и со всеми угодьи приписать в дом Рязанской митрополии».
Наконец, в начале XVIII в. Благовещенская Федосеева пустынь, где количество иноков всегда было небольшим, была выведена «за штат», а затем и вовсе упразднена. С этого времени монастырская Благовещенская церковь, построенная еще в 1645 г., стала приходской, а населенная крестьянами монастырская слободка стала селом с названием Федосеева Пустынь. В 1870 г. на средства местных крестьян на месте ветхой старинной церкви здесь был построен новый деревянный Благовещенский храм, рубленный без единого гвоздя, а в 1882 г. основана приходская школа, при которой имелась небольшая библиотека в 250 томов.
К 1891 г. в селе Федосеева Пустынь насчитывалось 210 дворов, в коих проживало 774 души мужского и 826 душ женского пола, в том числе 174 души обоего пола раскольников-старообрядцев, в семьях которых вплоть до недавнего времени сохранялись старинные традиции.
По данным переписи 1897 г. в селе Федосеева Пустынь насчитывалось 250 дворов, в коих проживало 1570 жителей, в том числе грамотных — 254 мужчины и 10 женщин. В селе имелось 30 дворов старообрядцев поповского толка (79 мужчин и 78 женщин). Проживало 6 семей (10 мужчин и 10 женщин) не приписанных к общине, в том числе 1 двор мещан, 2 двора крестьян, занимавшихся разными промыслами и 3 двора духовных. Имелась рушалка, мелочная лавка, 4 трактира, 165 плодовых деревьев, 19 колод пчел, 8 колодцев с постоянной и хорошей водой. Община получала 13 руб. за сдачу в аренду мест для рыбной ловли. С лошадью было 132 двора, с коровой 118 дворов. Избы топились хвойным мусором и сучьями, которые покупали по 40—60 коп. за воз. Отхожим промыслом занималось 317 мужчин и 7 женщин. На заработки уходили в Рыбинск, Петербург и Нижний Новгород. Насчитывалось 265 крючников, 17 бондарей, 18 ломовых и легковых извозчиков, 8 торговцев, 2 приказчика, гуртовщик, сторож, 2 работника, 3 женщины на разработке торфа, 3 кухарки и прачки.
К 1905 г. в селе Федосеево Пустынь насчитывалось 243 двора, в коих проживало 2226 жителей.
В советскую эпоху название села Федосеева Пустынь стало писаться как Федосеево-Пустынь. В начале 1930-х гг. Благовещенская церковь в селе была закрыта, а ее имущество и иконы реквизированы. Судьба колоколов, икон и церковной утвари этого храма неизвестна. В 1931 г. в селе был создан колхоз «Колхозный клич». В 1961 г. колхоз «Колхозный клич» объединили с колхозом имени С. М. Кирова (село Санское).
В 1979 г. здание церкви — уникальный памятник деревянной архитектуры — разобрали на дрова. В 2007 г. на его месте (и на месте бывшего здесь когда-то монастыря) была построена часовня во имя Казанской иконы Божией Матери.
Выселками из села Федосеево-Пустынь является село Новая Пустынь Шиловского района Рязанской области.

## Транспорт
Основные грузо- и пассажироперевозки осуществляются автомобильным транспортом: вблизи села Федосеево-Пустынь проходит автомобильная дорога межмуниципального значения 61Н-595: «Шилово — Юшта — Санское — Погори». Через Киструсскую старицу реки Оки вплоть до конца XX в. в летнее время действовала паромная переправа.

## Достопримечательности
- Часовня во имя Казанской иконы Божией Матери, построенная в 2007 г. на месте существовавших когда-то в селе Благовещенской церкви и Благовещеской Федосеевой мужской пустыни (монастыря).[10]